# Али Джума
Али́ Джу́ма (Го́маа) Муха́ммад Абду́л-Вахха́б (араб. علي جمعة محمد عبد الوهاب‎; род. 3 марта 1952, Бени-Суэйф, Египет) — египетский исламский религиозный деятель, учёный-богослов, юрист и член комитета великих учёных Университета аль-Азхар. Верховный муфтий Египта с 2003 по 2013 год. Специализируется на теории исламского права. Следует шафиитской школе исламского права, ашаритской школе вероубеждения и суфизму. Считается сторонником военного переворота 2013 года в Египте и «авторитарных» форм правления.

## Биография

### Ранние годы
Родился 3 марта 1952 года в Бени-Суэйф (Египет). Воспитывался в религиозной семье. Его отец был юристом, который специализируется на личном статусе мусульманского права. Частная библиотека отца теперь имеет более чем 30 000 наименований, в том числе и редкие книги. Отец передал сыну любовь к книгам. Несмотря на то, что он не учился в религиозных учебных заведениях, ко времени окончания средней школы он изучил шесть канонических сборников хадисов (кутуб ас-ситта) и положения маликитского мазхаба. В 10 лет начал заучивать наизусть Коран.

### Образование
После окончания средней школы в 1969 году поступил в колледж на факультет торговли Университета Айн-Шамс. Обучаясь в колледже, продолжил изучение религии. После окончания колледжа поступил в египетский Университет аль-Азхар. Поскольку он не прошёл учебную программу средней школы Аль-Азхара, в первый год обучения он запоминал наизусть многие основополагающие тексты (труды по фикху, арабской грамматике, декламации Корана и методологии хадиса). В 1979 году получил вторую степень бакалавра и поступил в магистратуру. В 1985 году получил степень магистра, а уже 1988 году — докторскую степень с отличием по юридической методологии (усуль аль-фикх). В дополнение к основной учёбе проводил время со многими шариатскими и суфийскими шейхами вне университетской программы.
Среди его учителей были: марокканский хадисовед и суфийский шейх Абдуллах ибн Сиддик аль-Гумари (считал Али одним из самых способных учеников), Абду-ль-Фаттах Абу Гуда, Джад ар-Рабб Рамадан Джума, Мухаммад Абу Нур Зухайр, аль-Хусейни Юсиф аш-Шейх, Абду-ль-Джалиль аль-Карнишави аль-Малики, Мухаммад Ясин аль-Фадани, шейх аль-Азхара Джад аль-Хакк Али Джадд аль-Хак, Ахмад Мухаммад Мурси ан-Накшибанди, Абд-уль-Азиз аз-Зайат, Мухаммад Заки Ибрахим и Мухаммад Хафиз аль-Тиджани.

## Личная жизнь
Женат, имеет троих взрослых детей. Его описывают как «высокого и величественного, с круглым лицом и аккуратной бородой».

## Должности
Али Джума был профессором основ исламской юриспруденции (усуль аль-фикх) в аль-Азхаре. В середине 1990-х годов возродил традицию открытого преподавания в мечети аль-Азхар. В течение 10 лет преподавал в мечети теологию, исламское право и его основы, хадисоведение, историю ислама и т. д. Али Джума также является уважаемым суфийским шейхом. Вскоре вокруг Али сформировался круг молодых учёных, которые продолжают традицию преподавания уроков в мечети аль-Азхар.
С 1998 года в течение 10 лет Али Джума также читал в мечети Султана Хасана пятничные проповеди, призывающие к милосердию, разуму, пониманию, противостоянию трудностям современного мира. После пятничной молитвы он проводил открытые уроки и сессии ответов на вопросы.
В сентябре 2003 года Али Джума был назначен верховным муфтием Египта. Президент Египта Хосни Мубарак заменил бывшего муфтия Мухаммада Ахмада ат-Тайеба. Сам ат-Тайеб был назначен президентом университета аль-Азхар, сменив Ахмада Умара Хашима.
Али Джума изменил процесс издания фетв в Египте, передав полномочия Верховного Муфтия современному институту с Советом по Фетвам (Дар аль-Ифта). Усовершенствовал данный институт, создав телефонный центр и веб-сайт. С их помощью мусульмане Египта, не имеющие возможности присутствовать лично, могут получить фетвы. Советом по Фетвам издавал около 5000 фетв в неделю. Методология издания фетв, выработанная при руководстве Али Джума, характеризуется глубоким уважением к интеллектуальному продукту прошлого, искоренением его недостатков и учётом специфики времени. В 2013 году сложил с себя полномочия Верховного муфтия Египта, несмотря на возможность продление срока его полномочий на один год из-за политической ситуации в послереволюционном Египте. Его преемником на посту муфтия стал Шауки Ибрахим Аллям.

## Труды
Али Джума является автор более 50 книг, а также сотен статей по исламу. Он также ведёт еженедельную колонку в египетской газете «аль-Ахрам», в которой обсуждает вопросы религии. Среди его опубликованных работ:
- аль-Харик иля ат-турат аль-Ислями: мукаддимат ма‘рифиййах ва-мадахиль манхаджийа. Гиза : Нахдат Миср. 2004. ISBN 9771428918.
- ад-Дин ва-аль-Хайах: аль-фатава аль-азрия аль-явмия. Гиза : Нахдат Миср. 2004. ISBN 9771426966.
- аль-Калим аль-Хайиб: фатава атрия. 1. Каир : Дар ас-Салям. 2005. ISBN 9773422607.
- ан-Насхинда аль-угулийин. Гиза : Нахдат Миср. 2005. ISBN 9771430076.
- аль-Камин фи аш-Шанара аль-Ислямийа. Каир : Шарикат аль-Вабиль аль-Хайиб ли-ль-Интадж ва-ат-Таузи ва-ан-Нашр. 2006. ISBN 9776214002.
- Симат аль-‘аср: руʼйат мухтамм. Гиза : Дар аль-Фарук. 2006. ISBN 9774083040.
- аль-Мар’ах фи аль-хридара аль-Ислямийа: Байна нусус аш-шар' ва турат аль-фикх ва-аль-ваки аль-маиш. Каир : Дар ас-Салам ли-т-Тубаа ва-аль-Нашр ва-ат-Таузи ва-ат-Тарджама. 2006. ISBN 9773423492.
- аль-Харик иля Аллах. Каир : аль-Вабиль аль-Хайиб ли-аль-Интайб ва-ат-Тавзи ва-ан-Нашр. 2007. ISBN 978-9776214033.
- ан-Наби Халля Аллах аляйхи ва-саллям. Каир : аль-Вабиль аль-Хайиб ли-ль-Интадж ва-ат-Таузи ва-ан-Нашр. 2007. ISBN 978-9776214095.
- Алият аль-Иджтихад
- аль-Баян
- аль-Хукм аш-Шари
- аль-Иджма ‘инд аль-Усулийин
- аль-Имам аш-Шафи‘и ва Мадрасатуху аль-Фикхия
- аль-Имам аль-Бухари
- аль-Ислям ва аль-Мусавах байна аль-Ваки 'ва аль-Мамуль
- Мабахит аль-Амр ‘инд аль-Усулийин
- аль-Мадхаль иля Дирасах аль-Мадхахиб аль-Фикхия
- аль-Мусталя аль-Усули ва ат-Татбик аля Тариф аль-Кийас
- ан-Надхарийат аль-Усулийа ва Мадхаль ли Дирасах ‘Ильм аль-Усуль
- Кадийа Таджидид Усуль аль-Фикх
- аль-Кияс ‘инд аль-Усулийин
- ар-Руйя ва Худжийятуха аль-Усулия
- Такид аль-Мубах
- Акидат ахль ас-сунна ва-ль-джама‘а